# Contea di Dingxiang
La contea di Dingxiang (定襄县S, DìngxiāngP) è una contea della Cina, situata nella provincia dello Shanxi e amministrata dalla prefettura di Xinzhou.